# Out on a Limb (Album)
Out on a Limb (deutsch „Ein Risiko eingehen“) ist ein Musikalbum von Steve Hirsh, Steve Swell, Jim Clouse und William Parker. Die im April 2024 entstandenen Aufnahmen erschienen am 4. September 2024 auf dem Label Soul City Sounds.

## Hintergrund
Für die Aufnahmen zum gemeinsamen Album kamen vier Musiker der Avantgarde- und Improvisationsszene zusammen; das spontan entstandene Quartett besteht aus dem Schlagzeuger Steve Hirsh, dem Posaunisten Steve Swell, dem Saxophonisten Jim Clouse und dem Bassisten William Parker. Die Gruppe spielte drei lange Improvisationen, die kürzeste dauert 23 Minuten. 
Posaunist Steve Swell hatte in den Jahren zuvor in den Ensembles von William Parker und Anthony Braxton gespielt. Parker und Swell haben sich für Out on a Limb mit zwei eher selten aufgenommenen Musikern der Avantgarde vereint. Jim Clouse ist vor allem als Tonmeister von zahlreichen Studiosessions bekannt, die er aufgenommen, gemischt und gemastert hat. Hier spielt er verschiedene Saxophone. Schlagzeuger Steve Hirsh wiederum hatte zuvor mit Joel Futterman, Eri Yamamoto, Ivo Perelman, Zoh Amba und William Parker aufgenommen.

## Titelliste
- Hirsh Swell Clouse Parker: Out on a Limb (Soul City Sounds)

1. But Where 25:57
2. Out on a Limb 22:55
3. Escape Velocity 24:58

## Rezeption

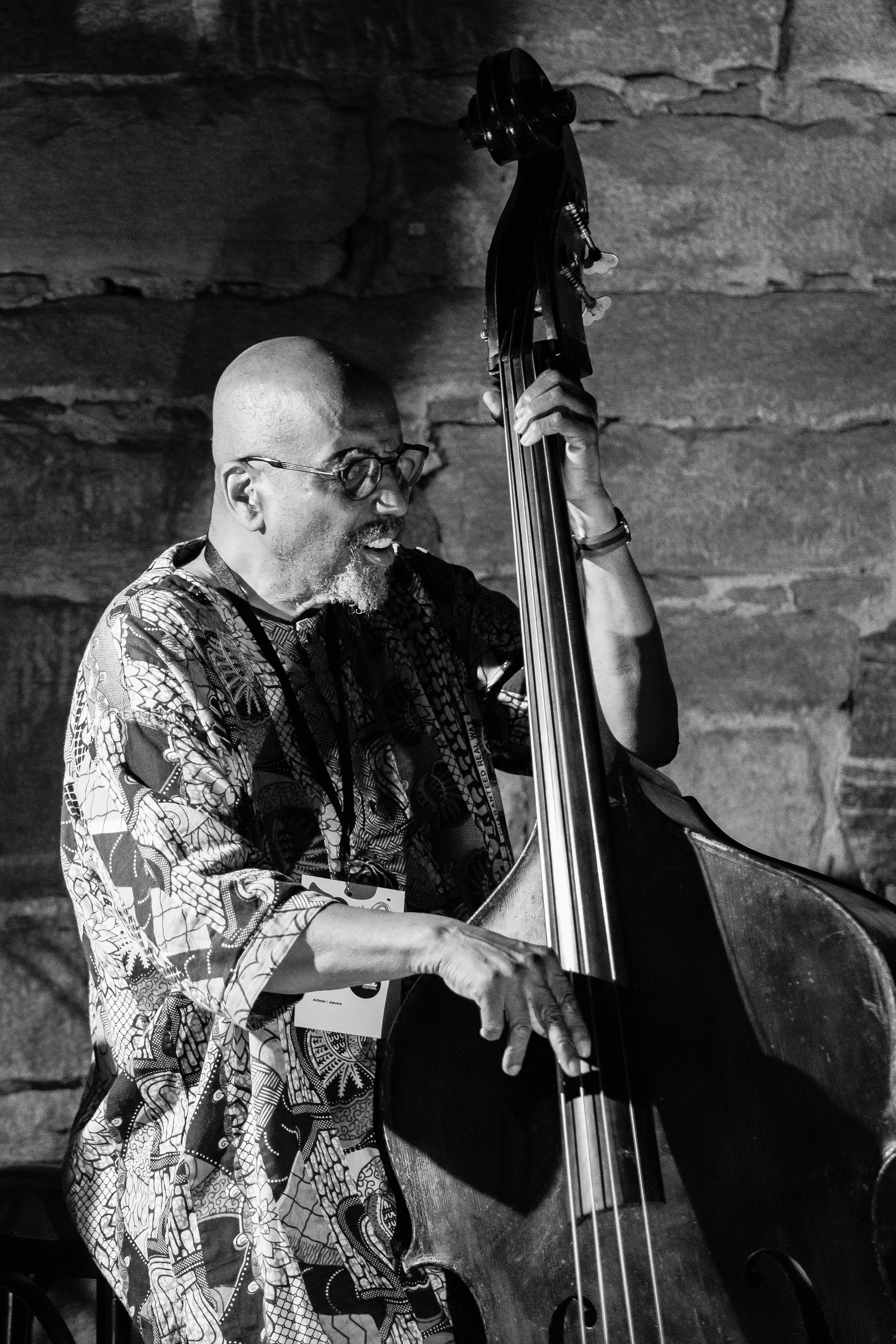
William Parker auf dem Kongsberg Jazzfestival 2022

Nach Ansicht von Mark Corroto, der das Album in All About Jazz rezensierte, kommt die Musik, die diese Gruppe spontan schuf, keinesfalls aus dem Nichts, vielmehr sei sie das Produkt eines halben Jahrhunderts Innovation und Modernismus in der Musik. Die Stücke würden aus den kollektiven Erinnerungen des Quartetts schöpfen, und es verstehe sich von selbst, dass hier viele Wege erkundet würden, aber mit jedem Stück kämen auch spezifische Themen zum Vorschein. But Where etwa erinnere an The Chase von Dexter Gordon und Wardell Gray. Close und Swell würden zwar keinen Proto-Bebop spielen, aber sie verfolgten einander und wickelten Zeilen umeinander, während Hirsh und Parker als Motoren fungieren. Bei Out on a Limb wiederum kämen Erinnerungen an Charles Mingus‘ Workshop in den Sinn. Das Finale, „Escape Velocity“, beginnend mit einem gestrichenen Bass, folge der Tradition der spirituellen Meditationen John Coltranes. Das Quartett erschaffe dieses spontan komponierte Gebet aus dem Nichts. Diese Musik sei zwar neu, man habe das unheimliche Gefühl, dass sie durch die Hörgewohnheiten und auch die großartigen Musiker hier verinnerlicht wurde.